# Omoedus
Genre
Synonymes
- Allohyllus Strand, 1911

Omoedus est un genre d'araignées aranéomorphes de la famille des Salticidae.

## Distribution
Les espèces de ce genre se rencontrent en Océanie et en Indonésie aux Moluques.

## Liste des espèces
Selon World Spider Catalog (version 23.5, 13/09/2022) :
- Omoedus baloghi Szűts, Zhang, Gallé-Szpisjak & De Bakker, 2020
- Omoedus bunbi Szűts, Zhang, Gallé-Szpisjak & De Bakker, 2020
- Omoedus cordatus Berry, Beatty & Prószyński, 1996
- Omoedus danyii Szűts, Zhang, Gallé-Szpisjak & De Bakker, 2020
- Omoedus insultans (Thorell, 1881)
- Omoedus koehalmii Szűts, Zhang, Gallé-Szpisjak & De Bakker, 2020
- Omoedus kulczynskii Prószyński, 1971
- Omoedus niger Thorell, 1881
- Omoedus piceus Simon, 1902
- Omoedus sexualis (Strand, 1911)
- Omoedus torquatus (Simon, 1902)

## Systématique et taxinomie
Ce genre a été décrit par Thorell en 1881 dans les Attidae.
Allohyllus a été placé en synonymie par Zhang et Maddison en 2015.

## Publication originale
- Thorell, 1881 : « Studi sui Ragni Malesi e Papuani. III. Ragni dell'Austro Malesia e del Capo York, conservati nel Museo civico di storia naturale di Genova. » Annali del Museo Civico di Storia Naturale di Genova, vol. 17, p. 1-727 (texte intégral).